# Раде Катић
Раде Катић (Међувође, 28. фебруар 1949) је пуковник Војске Републике Српске и Војске Југославије. Пензионисан је 2005. године

## Биографија
Завршио је гимназију 1967. у Босанској Дубици, а Војну академију копнене војске, смјер оклопно-механизоване јединице, 1971. у Бањој Луци. У Школи страних језика ЈНА у Београду усавршавао је њемачки језик (1981). Командно-штабну академију копнене војске Оружаних снага Њемачке (Bundeswehr) завршио је 1983. у Хамбургу. У ЈНА је службовао у гарнизонима Бања Лука и Београд. На почетку оружаних сукоба у СФРЈ радио је у Обавјештајној управи Генералштаба ЈНА, у чину потпуковника. У Војсци Републике Српске је био од 3. децембра 1993. до 4. новембра 1994. Био је референт и начелник Одјељења за оперативно-аналитичке послове у Обавјештајној управи Сектора за обавјештајно-безбједносне послове Главног штаба Војске Републике Српске. У чин пуковника унапријеђен је 28. јуна 1994. Послије завршетка службе у ВРС, био је референт и начелник Одсјека за аналитику у Обавјештајној управи Војске Југославије. Потом је 2001–2005. радио као војни аташе при амбасади Савезне републике Југославије (касније Србије и Црне Горе) у Берлину. Пензионисан је 16. јуна 2005. У ЈНА је одликован Медаљом за војне заслуге и Орденом за војне заслуге са сребрним мачевима, а у Војсци Југославије Орденом витешког мача II степена.